# Ширванский округ
Ширванский округ (азерб. Şirvan mahalı) — единица административного деления Азербайджанской ССР, существовавшая с апреля 1929 по июль 1930 года. Административный центр — город Геокчай.
Образован постановлением VI всеазербайджанского съезда Советов от 8 апреля 1929 года на территории упразднённых Геокчайского и Шемахинского уездов.
Ширванский округ граничил с Бакинским, Закатало-Шекинским, Карабахским, Кубинским и Муганским округами.
По постановлениям ЦИК и СНК СССР от 23 июля 1930 года и ЦИК и СНК Азербайджанской ССР от 8 августа 1930 года, Ширванский округ, как и большинство остальных округов СССР, был упразднён, а входящие в его состав районы переданы в прямое подчинение Азербайджанской ССР.